# Skibienko
Skibienko [skiˈbjɛnkɔ] là một khu định cư ở khu hành chính của Gmina Sianów, thuộc huyện Koszalin, Zachodniopomorskie, ở phía tây bắc Ba Lan. Nó nằm khoảng 3 kilômét (2 mi) phía tây bắc Sianów, 10 km (6 mi) phía đông bắc Koszalin và 145 km (90 mi) về phía đông bắc của thủ đô khu vực Szczecin.
Trước năm 1945, khu vực này là một phần của Đức. Đối với lịch sử của khu vực, xem Lịch sử của Pomerania.